# Vojkovićův, Oršićův a Rauchův palác
Vojkovićův, Oršićův a Rauchův palác (chorvatsky Palača Vojković, Oršić, Rauch), též bývalá budova Chorvatského historického muzea (chorvatsky Hrvatski povijesni muzej) je barokní palác v chorvatském Záhřebu. Stavba se nachází na adrese Antuna Gustava Matoša 9 v hlavním městě Chorvatska. Objekt je kulturní památka. Je evidována v katalogu chorvatských kulturních památek pod číslem Z-188.
Nápadný objekt má půdorys ve tvaru písmene U. Patrová stavba má fasádu s bohatými barokními dekoracemi a pozoruhodným průčelím. To spolu s tympanonem a barokními sloupy ústí mimo jiné do ulice Josipa Freudenreicha a je tak dobře viditelné i z náměstí svatého Marka přímo v centru Horního města (chorvatsky Gornji Grad).
Budova byla postavena roku 1764 a není známo, kdo byl architektem stavby. Finance pro vznik paláce zajistil gróf Sigismund Vojković (Vojkffy), znak jeho rodu je vyobrazen na průčelí stavby. V 19. století získal objekt rod Oršićů a později Rauchů, proto je v názvu více vlastníků různě uváděno. V roce 1947 (dle jiných zdrojů 1959) bylo do budovy umístěno Chorvatské historické muzeum, to má od roku 2007 ale sídlo v jiném objektu.